# 秦小嬌
秦小嬌，香港粵劇及電影女演員，秦小梨之妹，劉克宣之外甥女。

## 生平
秦小嬌在1951年秋季到怡保、吉隆坡及新加坡演出粵劇達10個月；在1952年8月4日與母親及胞姊秦小梨從新加坡搭乘英國海外航空公司回香港 。
秦小嬌在1951年下旬在南洋馬來亞吉隆坡登臺，1951年12月11日從吉隆坡轉到霹靂州首府怡保的「大華戲院」隨電影登臺演出兩星期，然後到新加坡搭乘輪船在1951年聖誕節後與胞姊秦小梨返回香港。

## 電影
- 粵劇電影《肉山藏妲己》（1949年2月13日公映）；
- 粵語武俠電影《五鼠鬧東京》（1950年7月12日公映）；
- 粵語武俠電影《飛刀李鳳嬌》（1951年8月19日公映）；
- 粵語喜劇電影《傻俠妖姬》（1952年10月31日公映，飾演言月麗）；
- 粵語喜劇電影《賊美人》（1953年1月25日公映）；
- 粵劇電影《風火送慈雲》（1958年公映，飾演王玉蘭）。

## 外部連結
- 香港電影資料館：秦小嬌參演電影記錄[永久]
- 香港影庫：秦小嬌 （页面存档备份，存于）
- 秦小嬌的影像